# Tony Anthony
Tony Anthony (bürgerlich Roger Anthony Petitto; * 16. Oktober 1937 in Clarksburg, West Virginia) ist ein US-amerikanischer Schauspieler, Drehbuchautor und Filmproduzent, der in einigen europäischen Filmproduktionen auch als Produzent und Drehbuchautor tätig war.

## Leben
Nach Anfängen in den USA widmete er sich bevorzugt dem Italowestern. Diese waren meist Kollaborationen mit den Produzenten Allen Klein und Saul Swimmer.
Sein erfolgreichster Beitrag ist der Film Blindman, der Vollstrecker von Ferdinando Baldi, in dem er einen blinden Revolverhelden spielt. Bei den Dreharbeiten zum Film in der Gegend um Almería musste er, um die Blindheit seiner Rolle hervorzuheben, immer Kontaktlinsen tragen. Er leidet heute noch an daraus resultierenden Folgen aufgrund der dort herrschenden starken sandhaltigen Winde.
Eine weitere Figur, die Anthony „erfand“, war die des "Stranger", den er in mehreren Filmen verkörperte. Diese äußerst schweigsame, lakonische Figur wirkte gerade durch den ausgestrahlten Stoizismus.
In den 80er Jahren versuchte Anthony mit mehreren Filmen (wieder unter der Regie von Baldi), den 3D-Film wieder zu beleben. Er entwickelte dabei eine neuartige 3D-Linse, die heute unter anderem in Krankenhäusern bei schwierigen Eingriffen verwendet wird. Dennoch hatte er nur geringen Erfolg mit seinen 3D-Filmen.
Gegen Ende seiner Karriere im Filmgeschäft war er nur noch als Produzent tätig. So war er u. a. 1990 an der Produktion von Wilde Orchidee und zuletzt 1998 an der von Django – Ein Dollar für den Tod beteiligt.

## Filmografie (Auswahl)
- 1961: Force of impulse – Regie: Saul Swimmer
- 1962: Without Each Other – Regie: Saul Swimmer
- 1964: Le belle famiglie (Segment La cernia) – Regie: Ugo Gregoretti
- 1965: Diesmal sprechen wir über Männer (Questa volta parliamo di uomini) – Regie: Lina Wertmüller
- 1966: Das ausgeliehene Mädchen (La ragazza in prestito) – Regie: Alfredo Giannetti
- 1967: Ein Dollar zwischen den Zähnen (Un dollaro tra i denti)
- 1967: Western Jack (Un uomo, un cavallo, una pistola)
- 1968: Der Schrecken von Kung Fu (Lo straniero di silenzio)
- 1971: Cometogether – Regie: Saul Swimmer, Tony Anthony
- 1971: Blindman, der Vollstrecker (Blindman)
- 1972: 1931 – Es geschah in Amerika (Piazza pulita) – Regie: Luigi Vanzi
- 1975: Time Breaker (Get Mean)
- 1981: Alles fliegt dir um die Ohren (Comin' at Ya!)
- 1982: Das Geheimnis der vier Kronjuwelen (El tesoro de las cuatro coronas)